# Théophile de Lantsheere

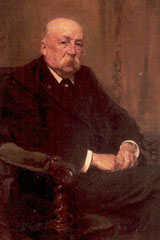
Théophile de Lantsheere (Gemälde von Herman Richir, 1907)

Théophile Charles André de Lantsheere (* 4. November 1833 in Asse; † 21. Februar 1918 in Brüssel) war ein belgischer Politiker der Katholischen Partei.
Er war langjähriges Mitglied Abgeordnetenkammer sowie von 1871 bis 1878 Justizminister war. Er fungierte zwischen 1884 und 1895 als Präsident der Abgeordnetenkammer und erhielt 1890 den Ehrentitel eines Staatsministers. Er gehörte zwischen 1900 und 1905 dem Senat als Mitglied an. Zuletzt war er zwischen 1905 und seinem Tode 1918 Gouverneur der Nationalbank.
1913 wurde er als Burggraaf in den erblichen Adelsstand Belgiens erhoben.

## Leben

### Abgeordneter, Justizminister und Präsident der Abgeordnetenkammer

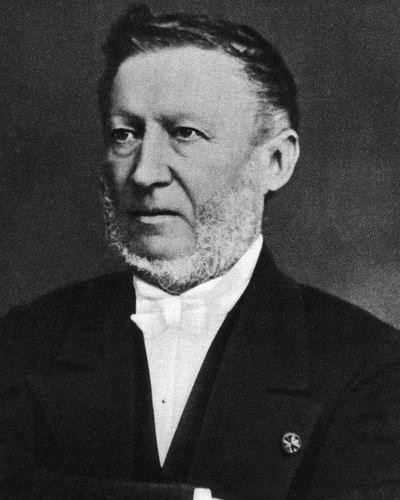
In der ersten Regierung von Premierminister Jules Malou war de Lantsheere zwischen 1871 und 1878 Justizminister.

Théophile Charles André de Lantsheere, Sohn des Arztes und Schöffen Joseph de Lantsheere und dessen Ehefrau Marie Charlotte de Bolster, begann nach dem Besuch des Sint-Jozefscollege in Aalst ein Studium der Rechtswissenschaften an der Katholischen Universität Löwen, das er 1857 mit einem Doktor der Rechte abschloss. 1858 erwarb er dort zudem einen Doktor der Politischen Wissenschaften und Verwaltungswissenschaften und nahm anschließend 1858 eine Tätigkeit als Rechtsanwalt auf und war als solcher bis 1905 am Gerichtshof von Brüssel zugelassen. Er war daneben Rechtsberater von Eugène de Ligne aus dem Adelsgeschlecht de Ligne sowie von Engelbert-August von Arenberg aus dem Haus Arenberg.
Seine politische Laufbahn begann de Lantsheere 1860 als Mitglied des Rates der Provinz Brabant, dem er bis 1871 angehörte. Am 7. Dezember 1871 wurde er in der Regierung Malou I Justizminister und bekleidete dieses Amt bis zum 19. Juni 1878. Am 11. Juni 1873 wurde er für die Katholische Partei erstmals Mitglied der Abgeordnetenkammer und vertrat in dieser zum 27. Mai 1900 die Interessen des Bezirks Diksmuide. Nachdem er am 23. Juli 1884 zunächst Vizepräsident der Abgeordnetenkammer wurde, fungierte er im Anschluss vom 12. November 1884 bis zum 25. Januar 1895 mehr als zehn Jahre lang als Präsident der Abgeordnetenkammer. Er fungierte zudem zwischen 1887 und 1888 als Vorsitzender der Anwaltsvereinigung beim Gerichtshof Brüssel und wurde 1889 Berater des Obersten Rates für den Kongo-Freistaat sowie 1890 Mitglied des Vorstands der Compagnie Belge d’Assurances Générales contre les Risques d’Incendie. Zugleich war er zwischen 1890 und 1895 Vorsitzender des Haushaltsausschusses. Er war vom 19. Mai 1890 bis 1899 des Weiteren Direktor der Nationalbank.

### Staatsminister und Senator
Für seine langjährigen Verdienste erhielt de Lantsheere am 9. Juni 1890 den Ehrentitel eines Staatsministers. 1895 wurde er Mitglied der Kommission zur Untersuchung der Übernahme des Kongo durch Belgien. Er war zudem zwischen 1896 und 1897 Mitglied des Ausschusses für Bibliotheken sowie von 1896 bis 1900 Mitglied des Finanzausschusses der Abgeordnetenkammer. Daneben war er von 1898 bis 1903 Vorstandsmitglied der Compagnie d’Electricité Thomsom-Houston de la Méditerranée sowie zwischen 1898 und 1902 Mitglied des Komitees des Fonds d’Amortissement de l'Emprunt à Lots du Congo, der sich mit Krediten für Belgisch-Kongo befasste. Darüber hinaus war der Jurist von 1898 bis 1907 Vorsitzender der Ständigen Kommission zur Untersuchung von Fragen des Internationalen Privatrechts sowie zwischen 1899 und 1903 Vorstandsmitglied der Société Hypothécaire belge-américaine. 
Théophile de Lantsheere bekleidete zwischen 1899 und 1905 das Amt des Vizegouverneurs der Nationalbank und war vom 13. Juni 1900 bis zum 26. Juli 1905 zugleich Mitglied des Senats, in dem er die Interessen der Provinz Westflandern vertrat. 1901 wurde er Mitglied der Kommission zur Untersuchung der militärischen Situation Belgiens und gehörte zwischen 1903 und 1908 dem des Obersten Rates für den Kongo als Mitglied an. 1905 wurde er erneut Vorstandsmitglied der Société Hypothécaire belge-américaine sowie der Compagnie d’Electricité Thomsom-Houston de la Méditerranée.

### Gouverneur der Nationalbank und Burggraf

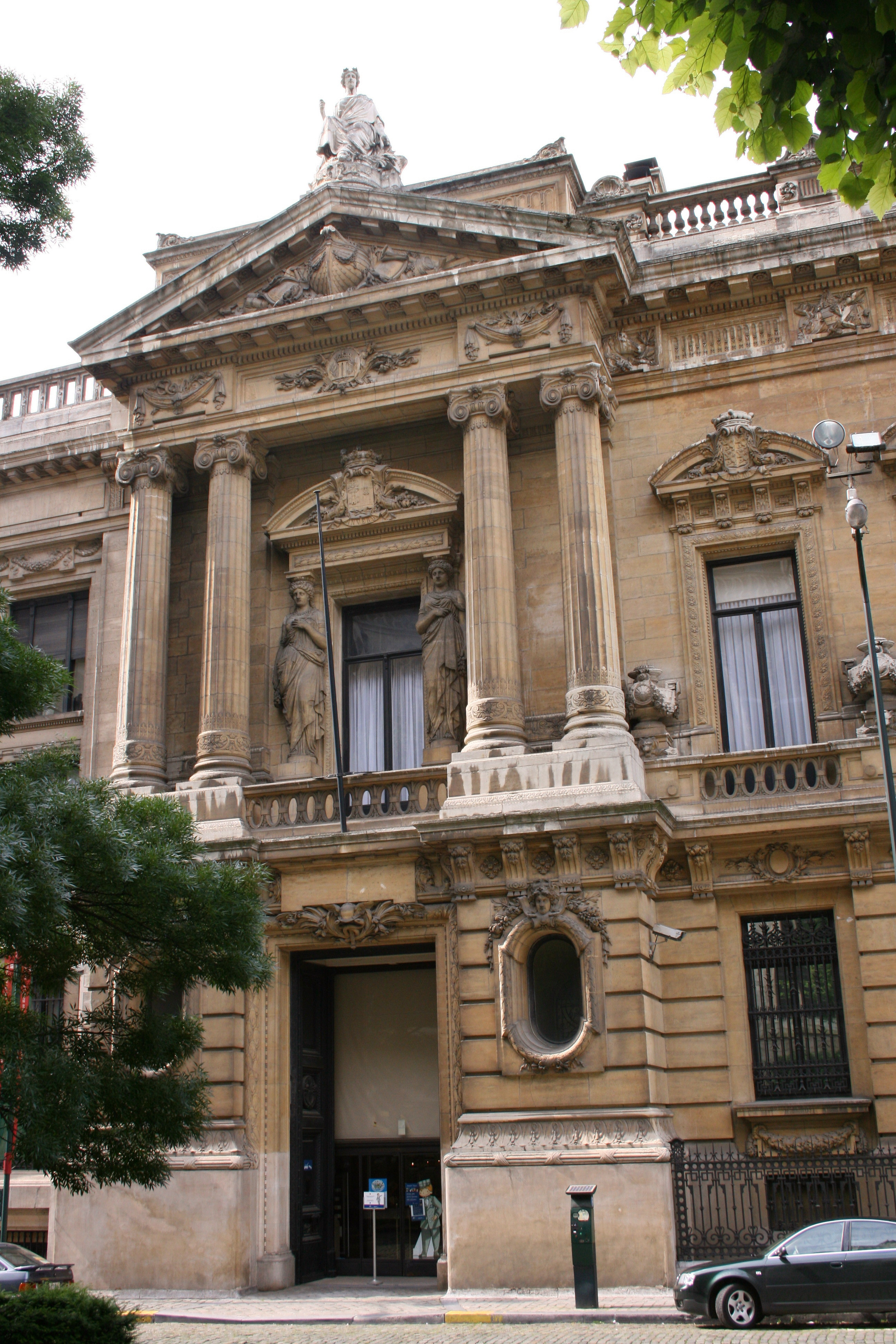
Théophile de Lantsheere war zuletzt von 1905 bis zu seinem Tode 1918 Gouverneur der Nationalbank.

Im Anschluss wurde de Lantsheere am 27. Juni 1905 als Nachfolger von Victor Van Hoegaerden Gouverneur der Nationalbank und bekleidete diesen Posten bis zu seinem Tode am 21. Februar 1918, woraufhin Leon Van der Rest seine Nachfolge antrat. Daneben war er zwischen 1905 und 1914 Mitglied des Verwaltungsrates und Mitglied des Generalrates der Caisse Générale d’Epargne et de Retraite. 1907 wurde er ferner erneut Vorstandsmitglied der Compagnie Belge d’Assurances Générales contre les Risques d’Incendie sowie der Compagnie d’Assurances Générales sur la Vie. Darüber hinaus war er zwischen 1908 und 1912 Mitglied des Obersten Rates des Kolonialministeriums sowie von 1909 bis 1918 abermals Vorstandsmitglied der der Compagnie d’Assurances Générales sur la Vie und zugleich von 1909 bis 1912 Vorstandsmitglied der Société Hypothécaire  belge-américaine. Ferner wurde er 1911 wieder Vorstandsmitglied der Compagnie Belge d’Assurances Générales contre les Risques d’Incendie und war daneben zwischen 1912 und 1914 Vorstandsmitglied des Carnegie Hero Fund.
1913 wurde Théophile Charles André de Lantsheere als Burggraaf in den erblichen Adelsstand Belgiens erhoben. Zugleich war er als Jurist 1914 Mitglied der Kommission zur Überarbeitung des Zivilrechts und gehörte zwischen 1914 und seinem Tode wieder den Vorständen der Compagnie Belge d’Assurances Générales contre les Risques d’Incendie  und der Société Hypothécaire  belge-américaine als Mitglied an.

### Auszeichnungen, Ehe und Nachkommen
Für seine langjährigen Verdienste wurde er mehrfach geehrt. Er erhielt unter anderem das Großkreuz des Leopoldsordens, das Bürgerliche Kreuz Erster Klasse sowie die Regierungsmedaille von König Leopold II. Darüber hinaus wurden ihm die Großkreuze des luxemburgischen Orden der Eichenkrone, des Orden der Krone von Rumänien, des russischen Kaiserlich-Königlichen Orden vom Weißen Adler, des chinesischen Orden vom Doppelten Drachen, des persischen Sonnen- und Löwenorden sowie des Piusordens verliehen.
Aus seiner Ehe mit Leonie Beeckman de Crayloo stammten zwei Töchter und zwei Söhne, darunter Léon de Lantsheere, der zwischen 1908 und 1911 ebenfalls Justizminister war, sowie der Diplomat Auguste de Lantsheere, der zeitweise Bürgermeister von Meldert war.

## Veröffentlichungen
- Le dossier d’un Brigand, Brüssel 1898